# Мороз в Лувесьенне
«Мороз в Лувесьенне» — картина художника-импрессиониста Альфреда Сислея из собрания Государственного музея изобразительных искусств имени А. С. Пушкина (Пушкинского музея).
На картине изображён городок Лувесьен под Версалем ясным зимним днём, небо затянуто лёгкой дымкой. На переднем плане покрытая снегом земля, справа кусты, голые садовые деревья, слева забор-штакетник и деревья с ещё не до конца облетевшей листвой; в глубине видны крыши домов и вдали — церковь Святого Мартина (XIII век). Слева внизу подпись художника и дата: Sisley. 73. На обороте наклеен ярлык галереи Дюран-Рюэля.
В Лувесьене Сислей жил с 1871 по 1874 год и здесь им было написано более 80 картин, в том числе и эта картина. В собрании Будапештского музея изобразительных искусств находится эскизный рисунок Сислея к картине (цветной мел, жёлтая бумага, 18,2 × 30,5 см, инвентарный № 1435—2788).
Ранняя история картины не установлена, 3 мая 1902 года она была куплена П. Дюран-Рюэлем за 9300 франков на распродаже коллекции Жюля Штраусса в парижском аукционном доме «Отель Друо». В следующем году он продал картину московскому промышленнику И. А. Морозову. Таким образом «Мороз в Лувесьенне» стал одним из первых приобретений начинающего коллекционера. В архиве ГМИИ имени А. С. Пушкина имеется письмо Дюран-Рюэля Морозову от 22 июня 1903 года с согласием продать картину за 11500 франков (при этом он указывает что такая цена — большая жертва для его фирмы), а уже 27 июня он дал расписку в получении оговоренных денег.

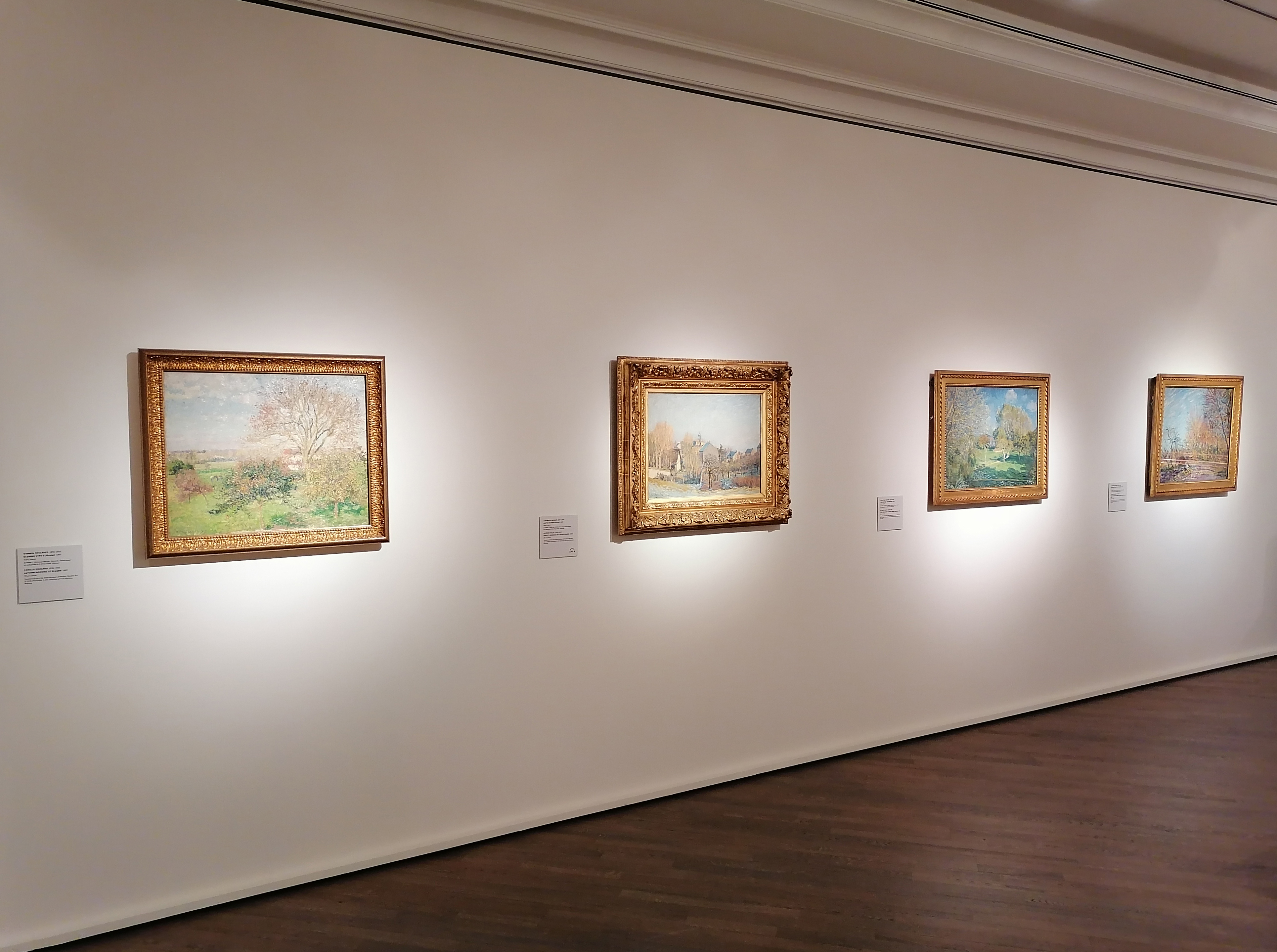
Картины Сислея в зале Пушкинского музея. «Мороз в Лувесьенне» второй слева

После Октябрьской революции собрание Морозова было национализировано и с 1923 года картина находилась в Государственном музее нового западного искусства (ГМНЗИ). В 1948 году ГМНЗИ был расформирован и картина была передана в Государственный музей изобразительных искусств имени А. С. Пушкина. Выставляется в Галерее искусства стран Европы и Америки XIX—XX веков, зал 11 (зал Ренуара, Сислея и Писсарро).
Доцент РГГУ Анна Владимировна Познанская в каталоге собрания Морозовых следующим образом характеризует картину:

Сислей и наиболее близкий ему по духу импрессионист Камиль Писсарро нередко писали зимние виды, с удовольствием передавая сложную игру цветовых рефлексов на снегу. Однако в этой работе мастер не спешит ошарашить зрителя сложной игрой оттенков белого: судя по виду снежных облаков, сверкающий осенним золотом, но уже покрытый первым снегом Лувесьенн только готовится к серьёзной зиме. Нежный колорит и мягкий рассеянный свет напоминают о том, что в конце 1860-х годов Сислей был учеником Камиля Коро.